# ロングワイヤーアンテナ

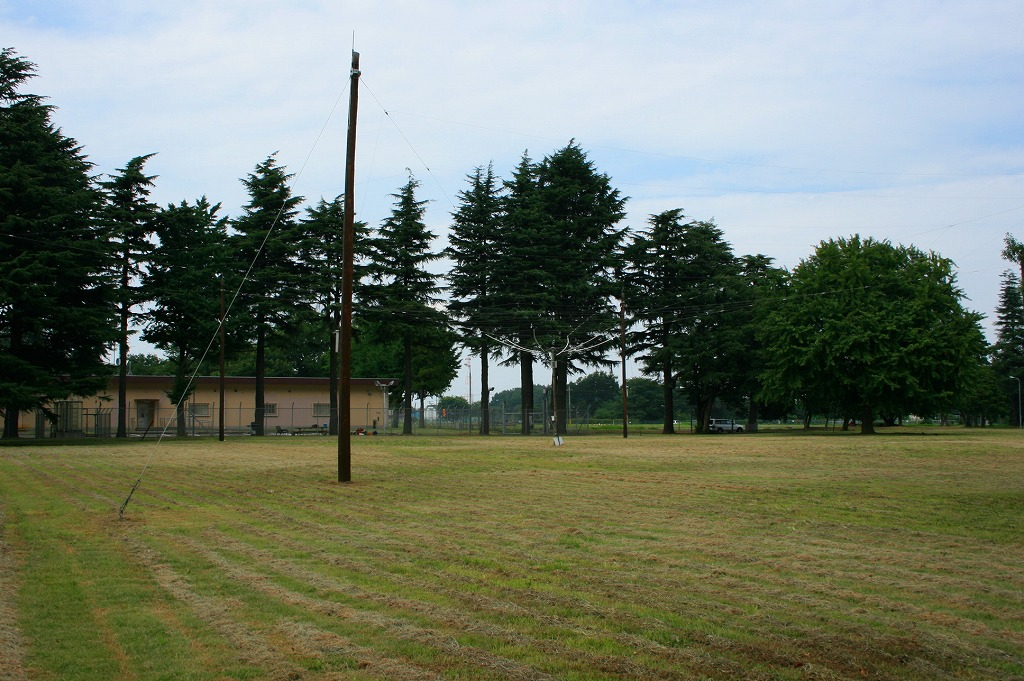
大和田通信所にて2008年撮影。手前に見えるのがロングワイヤーアンテナ。

ロングワイヤーアンテナは、アンテナの一種である。文字通り長い導線（ワイヤー）を張ったアンテナで、主に長波から短波において用いられる。通常は空中に張った導線と大地との間に給電するが、良好な接地が得られぬ場合にはカウンターポイズも使用される。
放射効率を高めるため、導線をLの字を逆さにした形に張ることがあり、これを特に逆L型アンテナと呼ぶ。
受信用の場合には、導線の長さはそれほど厳密に決めなくても実用に耐えうる。しかし、送信用の場合には、空中線と給電線との間でインピーダンスを整合（マッチング）させることが必要である。
インピーダンスの整合には、コイルとコンデンサを組み合わせた整合回路が用いられる場合が多い。その目的として、可変コイルと可変コンデンサを組み込んだ装置をアンテナ・カップラーまたはアンテナ・チューナーと呼ぶ（これはロングワイヤーアンテナ以外のアンテナにも使用可能である）。近年では、コンピュータ制御の自動アンテナ・カップラーを内蔵したアマチュア無線機もある。
全長が運用波長の1/4より短い場合は、放射効率を高めるためにコイルや容量環（コンデンサの働きをする金属製の網、棒など）を挿入する、あるいは導線を複数並行に展張して対地静電容量を高める場合もある。